# Fujiwara no Takayoshi
Fujiwara no Takayoshi (藤原隆能), aussi connu sous les noms de Takayoshi, Fujiwara Takayoshi ou Kasuga, est un peintre, illustrateur et portraitiste japonais du XIIe siècle, réputé être l'auteur des rouleaux illustrés du Dit du Genji.  

## Biographie
Fujiwara no Takayoshi est un membre du clan Fujiwara. Si ses dates de naissance et de mort précises ne sont pas connues, on sait qu'il est actif au milieu du XIIe siècle (donc vers la fin de l'époque de Heian et le début de l'époque de Kamakura),, et qu'il est le second fils de Fujiwara no Kiyotsuna.
Takayoshi est un représentant éminent du style yamato-e, qui a exercé les responsabilités de kurōdo (蔵人 ; chancelier) puis de tonomo no kami (directeur des bureaux du palais impérial) et de gouverneur de la province de Mikawa. Élevé au rang de shō-goi-ge (正五位下 ; cinquième rang principal, degré inférieur), il aurait été promu directeur de l'atelier de peinture du palais impérial (絵所預 ; edokoro-azukari).  
Comme artiste et peintre de cour, il est notamment l'auteur en 1147 d'un dessin de la Montagne des Immortels, Hōrai, des décorations des vantaux du temple Kongōshin-in en 1154 et d'un portrait de l'empereur retiré Toba, au Tennō-ji,, réalisé semble-t-il à destination de l'empereur Go-Shirakawa, fils de Toba. Plus généralement, il était réputé pour ses peintures de porte pour temples et sanctuaires, ses images religieuses et ses réalisations d'emakimono.   
De l'époque d'Edo date l'attribution tardive (par Sumiyoshi Hiroyuki), ne reposant sur aucune preuve solide, qui fait de Takayoshi l'auteur des rouleaux illustrés du Dit du Genji (源氏物語絵巻 ; Genji monogatari emaki),,. Cette attribution est aujourd'hui considérée comme peu crédible, même si les rouleaux sont encore parfois désignés sous le nom de « Takayoshi Genji ». Il est également vu comme le fondateur de l'école Tosa.   

## Hommages
Depuis 1979, un cratère de la planète Mercure est nommé Takayoshi en son honneur,.